# 钟训正
钟训正（1929年7月9日—2023年6月22日），中国建筑学家，东南大学教授。

## 生平
1929年7月生于湖南省武冈市。1948年考入国立中央大学建筑科。1952年毕业于南京大学建筑系（现东南大学建筑学院）。先后执教于湖南大学、武汉大学、南京工学院和东南大学，长期担任东南大学建筑学院教授。长期致力于建筑教学、创作和研究工作，1991年任江苏省土木建筑学会建筑师分会会长，1993年任中国建筑学会常务理事，1997年当选为中国工程院院士。
2023年6月22日18:00，钟训正因病医治无效，于南京逝世，享年94岁。在讣告中，东南大学将钟训正评价为“我国建筑创作领域功勋卓著的领军人物之一、著名建筑教育家、造诣非凡、深受崇仰的建筑绘画大师”。丧事从简，不设灵堂。遗体告别仪式于6月26日8:00在南京殡仪馆举行。

## 著作
设计作品包括《北京火车站综合方案》、《南京长江大桥桥堡方案》《无锡太湖饭店新楼》、《甘肃画院》及《海南三亚金陵度假村》等。
主编多部教材，其中《建筑制图》是我国建筑学专业第一部专用制图教材，1996年获建设部优秀教材一等奖，已再版印刷20余次，发行达数十万册；《建筑画-环境表现与技法》是对建筑学子产生广泛影响的经典教材。
出版多部建筑设计与绘画作品集，包括《炭铅笔建筑画-钟训正旅美作品选》《风光素描与速写》《笔尖情愫-钟训正院士风光素描画选》。